# Nader al-Dhahabi
Nāder al-Dhahabī (in arabo نادر الذهبي‎?; Amman, 7 ottobre 1946) è un politico e militare giordano.
È stato Primo ministro del Regno Hascemita di Giordania dal 25 novembre 2007 al 14 dicembre 2009.

## Formazione
Nel 1964 si diploma nell'Al-Ḥusayn College di Amman e nel 1969 si laurea in ingegneria aeronautica all'Accademia aeronautica militare greca.
Nel 1982 studia presso l'Aeronautical Engineering Cranfield Institute of Technology, nel Regno Unito, e nel 1987 si laurea in Amministrazione pubblica alla Auburn University (USA).

## Carriera nell'aeronautica militare
Nel 1964, Dhahabi entra nell'Regia aeronautica militare giordana e fa carriera fino a diventarne Vice-Comandante (dal 1992 al 1994). Dal 1994 al 2001 è stato Presidente della Royal Jordanian.
Dal 1996 al 1997, presiede l'Associazione internazionale del trasporto aereo.

### Riconoscimenti militari ricevuti in Giordania
- Medaglia al-Nahḍa
- Medaglia al-Kawkab
- Medaglia al-Istiqlāl
- Medaglia dell'ordine al merito

## Carriera politica
Dal 2001 al 2004 fu ministro dei Trasporti nel governo di Faysal al-Fayez. Dal 2004 al 2007 fu a capo della Aqaba Special Economic Zone Authority.
Divenne Primo ministro del Regno Hascemita di Giordania a seguito delle dimissioni di Ma'ruf al-Bakhit, dopo le elezioni politiche alle quali i musulmani e i partiti di opposizione furono sconfitti da candidati filogovernativi. Il 9 dicembre 2009, presentò le dimissioni del suo governo a Re ʿAbd Allāh II.

## Curiosità
al-Dhahabi è tifoso dell'AEK Atene. Nel maggio 2008 ricevette in dono dal ministro greco della Difesa la maglia di Nikolaos Liberopoulos (durante una visita ufficiale ad Amman).